# الطريقة الثالثة للحب
الطريقة الثالثة للحب  (الصينية: 第三种爱情) هو فيلم رومانسي صيني بدأ التصوير في 31 يوليو 2014 وصدر في 25 سبتمبر 2015 من إخراج جون إش لي ، من بطولة كل من الممثلة الصينية ليو يي فاي والممثل الجنوب كوري، سونغ سيونغ هون، استنادا إلى رواية "Di San Zhong Ai Qing" للكاتب زي يو غزينغ زو (Zi You Xing Zou) التي نشرت في نوفمبر عام 2007.
وقد كان الفيلم سبب علاقة بطليه في الواقع  ،.

## قصة المسلسل
الفيلم يحكي قصة حب رومانسية ميلودرامية بين لين كيزهينغ (سونغ سيونغ هون) رجل أعمال من عائلة ثرية وزو يو ليو يي فاي محامية جميلة وذكية.

## أبطال العمل
- سونغ سيونغ هون
- ليو يي فاي
- منغ جيا
- جيسي تشيانغ

## روابط خارجية
- الطريقة الثالثة للحب على موقع IMDb (الإنجليزية)
- الطريقة الثالثة للحب على موقع أول موفي (الإنجليزية)
- الطريقة الثالثة للحب على موقع قاعدة بيانات الفيلم (الإنجليزية)
- الطريقة الثالثة للحب على موقع ليتربوكسد (الإنجليزية)
- الطريقة الثالثة للحب على موقع كينوبويسك (الروسية)